# Feliks Radwański (1789–1861)

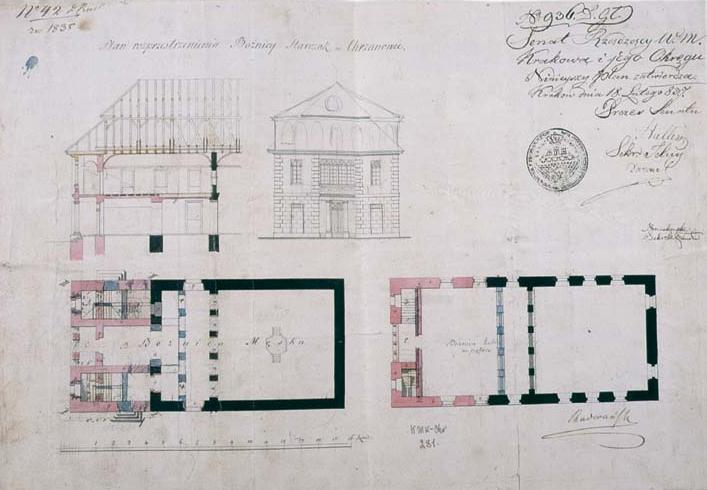
Projekt przebudowy synagogi w Chrzanowie z 1837

Feliks Radwański młodszy (ur. 5 stycznia 1789 w Krakowie, zm. 15 października 1861 tamże) – polski architekt, malarz, profesor Uniwersytetu Jagiellońskiego oraz Instytutu Technicznego.

## Życiorys
Był synem Feliksa i Elżbiety z Poszmanów. Studiował na krakowskiej uczelni, gdzie skończył Wydział Filozoficzny. W 1809 roku rozpoczął służbę wojskową w korpusie artylerii Księstwa Warszawskiego. Został wtedy oddelegowany do wojskowej Szkoły Aplikacyjnej Artylerii i Inżynierów, gdzie zdobył fachowe wykształcenie. Odbył kampanię z wojskami Napoleona, doszedł do Saksonii, przeżył oblężenie Drezna, dostał się do niewoli austriackiej, internowany na Węgrzech; do Krakowa powrócił w 1814 roku.
Najpierw pracował jako geometra przy pracach demarkacyjnych granic Wolnego Miasta Krakowa oraz wykonywał pomiary dla Komisji Włościańskiej. Współpracował ze swoim ojcem Feliksem przy tworzeniu plant krakowskich oraz projektu Kopca Kościuszki. W latach 1817–1826 był budowniczym okręgowym czyli pełnił funkcję naczelnego architekta Rzeczypospolitej Krakowskiej. Później przeszedł do pracy dydaktycznej, w latach 1826–1833 prowadził katedrę architektury i hydrauliki UJ. W latach 1835–1857 był wykładowcą budownictwa lądowego i wodnego w Instytucie Technicznym – łącznie przepracował 28 lat jako nauczyciel akademicki.
Nie pozostawił po sobie znaczniejszych budowli, ponieważ większość jego projektów została niezrealizowana np. budowa „domu rządowego” na miejscu zburzonego ratusza na rynku, projekt teatru na placu Szczepańskim, plan otoczenia plantami również Kazimierza czy wreszcie pomysł stworzenia pięknej alei obsadzonej drzewami jako wjazdu do Krakowa od ulicy Starowiślnej.
W okresie, gdy był budowniczym okręgowym, projektował różne budynki np. szkółka w Czernichowie, plebanie w Rybnej i Czulicach, przebudowa bóżnicy w Chrzanowie. Dla Jaworzna zaplanował przebudowę kościoła parafialnego oraz organizację rynku zgodnie z raportem swego ojca. Był również malarzem, w tym zakresie kształcił się prywatnie, pozostało niewiele jego prac, prawdopodobnie spłonęły w czasie pożaru Krakowa w 1850 roku, kiedy spaliło się jego mieszkanie. Ze związku małżeńskiego z Ludwiną z Bażanów miał siedmioro dzieci.
Był członkiem Komitetu Odbudowy Wawelu oraz Komisji Balneologicznej. Zmarł 15 października 1861. Został pochowany na cmentarzu Rakowickim w Krakowie (pas 1, płd.-zach.).

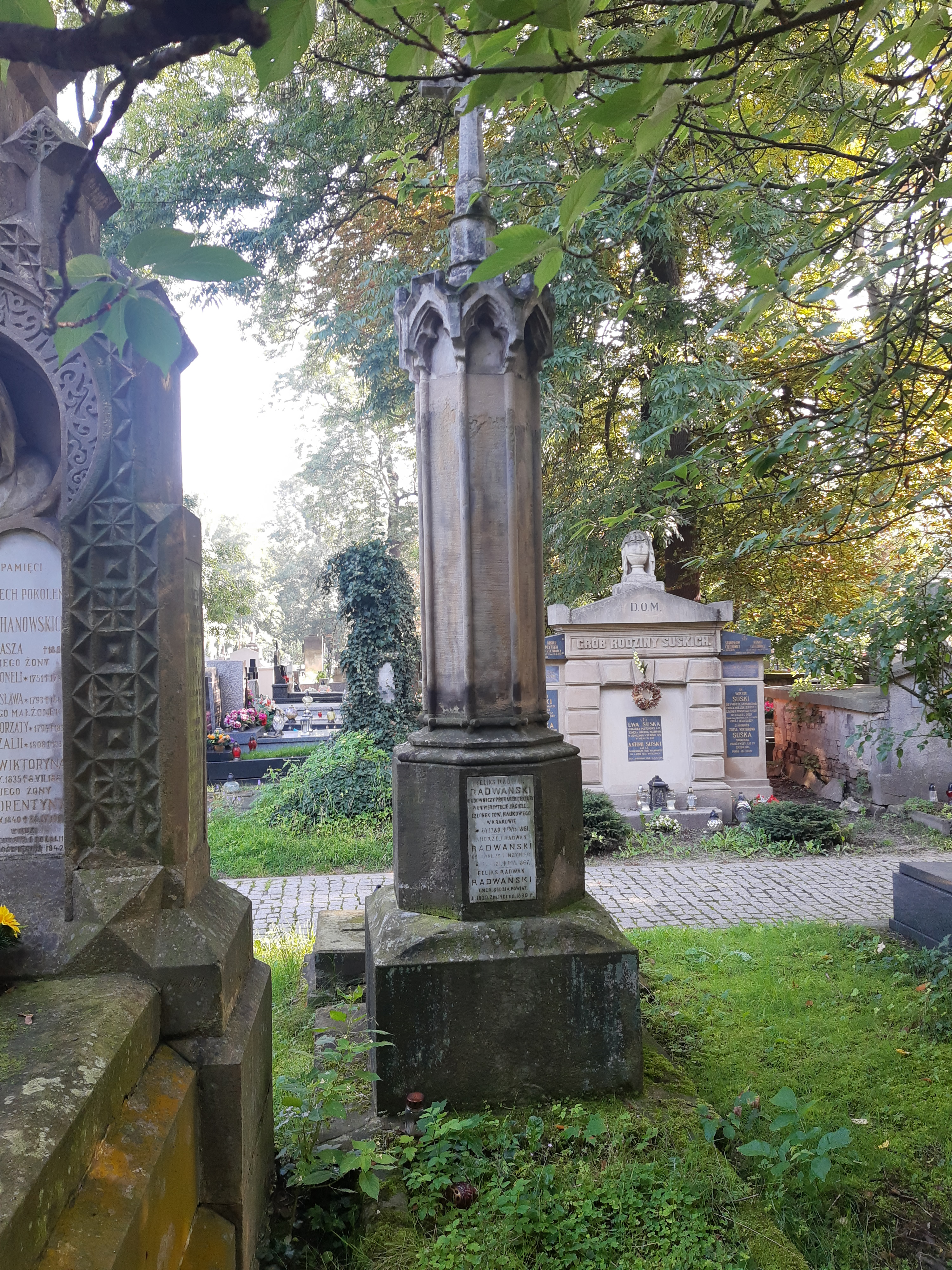
Grób Feliksa Radwańskiego na cmentarzu Rakowickim